# Torneo de Hobart 2025
El Hobart International 2025 fue un evento de tenis de la WTA en la categoría WTA 250. Se disputó en Hobart (Australia), en cancha dura al aire libre, formó parte de una serie de eventos que sirven de antesala al Abierto de Australia 2025, entre el 6 y el 11 de enero de 2025.

## Distribución de puntos
| Modalidad           | Campeona | Finalista | Semifinales | Cuartos de final | 2ª ronda | 1ª ronda | Clasificadas | 2ª ronda de clasificación | 1ª ronda de clasificación |
| Individual femenino | 280      | 180       | 110         | 60               | 30       | 1        | 18           | 12                        | 1                         |
| Dobles femenino     | 280      | 180       | 110         | 60               | 1        | -        | -            | -                         | -                         |

## Cabezas de serie

### Individuales femenino
| Tenista           | Ranking | Preclasificada |
| Dayana Yastremska | 33      | 1              |
| Elise Mertens     | 34      | 2              |
| Amanda Anisimova  | 36      | 3              |
| Magda Linette     | 38      | 4              |
| Lulu Sun          | 40      | 5              |
| Elina Avanesyan   | 43      | 6              |
| Rebecca Šramková  | 46      | 7              |
| Yuan Yue          | 49      | 8              |

- Ranking del 30 de diciembre de 2024.[2]

### Dobles femenino
| Tenista                           | Ranking | Preclasificada |
| Tereza Mihalíková Olivia Nicholls | 80      | 1              |
| Ulrikke Eikeri Makoto Ninomiya    | 89      | 2              |
| Sofia Kenin Magda Linette         | 98      | 3              |
| Jiang Xinyu Wu Fang-hsien         | 98      | 4              |

## Campeonas

### Individual femenino
McCartney Kessler venció a  Elise Mertens por 6-4, 3-6, 6-0

### Dobles femenino
Xinyu Jiang /  Fang-hsien Wu vencieron a  Monica Niculescu /  Fanny Stollár por 6-1, 7-6(8-6)